# ローラ・ボー
ローラ・ゾネタ・ボー（Laura Zonetta Baugh、1955年5月31日 - ）はフロリダ州ゲインズビル出身のアメリカ合衆国の女子プロゴルファー。その容姿から、「グリーンの妖精」と呼ばれた。

## 来歴

### アマチュア時代
まだよちよち歩きの2歳の時から父親のヘイル・ボーから2人の兄と共にゴルフの手解きを受けた。父親は近代五種競技オリンピック代表にもなったスポーツマンで、PGAツアーに参戦して一時はプロ転向も考えた優秀なアマチュアゴルファーであった。少女時代に全米ピーウィー選手権で5連勝、初優勝した時には既に3年のゴルフ歴があった。13歳の時に両親が離婚、母親と共にフロリダからカリフォルニア州ロングビーチへと転居した。そのため困窮してグリーンフィー（ゴルフ場の使用料金）を払う事ができず、友人達とゴルフコースに忍び込んでプレーしていた。
1年後ロングビーチ・ジュニア選手権で優勝し、ロングビーチの全ての公共コースのフリーパスを手にしたため、ゴルフコースに忍び込む必要がなくなった。ロサンゼルス女子ゴルフ選手権では2勝しているが、1勝目をあげたのは14歳の時であった。1971年、ジョージア州アトランタのアトランタカントリークラブで開催された全米女子アマチュアゴルフ選手権でベス・バリーを破って優勝。この時の16歳という年齢は2006年に14歳のキンバリー・キムに破られるまで、同選手権の最年少優勝記録であった。1972年のカーティスカップとエスピリトサントトロフィーを制したアメリカチームのメンバーにもなった。
ボーの美貌や当時としては斬新なファッションはかなりの評判を呼び、1971年にロサンゼルス・タイムズの「ウーマン・オブ・ザ・イヤー」、1972年にはゴルフダイジェストの「モスト・ビューティフル・ゴルファー」に選ばれた。クリオ賞を獲得したコルゲート・ウルトラブライト歯みがきなど、多くのCMにも出演。しかしゴルフより外見が注目される状況に長年悩む事にもなった。
ウッドロー・ウィルソン高校のロングビーチ・カレッジプログラムという一種の飛び級で学んでいた、優秀な学生であったボーのもとにスタンフォード大学より奨学金提供の打診があった。魅力的な申し出であったが、当時同校には女子ゴルフチームが無いのが難点であった。その後IMGのマーク・マコーマックから、契約とプロ転向を勧められた。18歳になるまでLPGAツアーに参戦する事はできないが、日本でトーナメントに出場できる事、既に人気ゴルファーであったボーには参戦以前にもかなりの収入が見込める事などが提示された。悩んだ末にプロ入りを決意、日本に向った。

### プロ転向後
日本でも「モスト・ビューティフル・ゴルファー」の前評判は高く、本人が驚く程の注目を集めた。トーナメントで勝つ事はできなかったが、多くのテレビ番組や雑誌、日清製油などのCMに出演。レナウンのCMでは25歳年上の偉大なゴルファー、アーノルド・パーマーと夫婦役で出演した。当時の女子プロゴルファーとしては珍しいカレンダーも制作された。ボーは女性モデルのカレンダーと言えばプレイメイトカレンダーくらいしか知らず、ヌードを要求されるのかと真剣に心配したという。ゴルフダイジェスト社によるカレンダーは10年以上にわたって発売されたが、ボーは30歳になったのを機に自ら降板した。
1973年に18歳となってLPGAツアーに参戦し、同年のLPGAルーキー・オブ・ザ・イヤーを獲得した。順調なスタートと恵まれた才能にもかかわらず、アルコール依存症と精神的な脆さから、彼女は遂にLPGAトーナメントで1勝もあげる事ができなかった。飲酒の習慣は1979年に結婚した1人目の夫と知り合ってからのものであった。この夫にはドメスティックバイオレンスで苦しめられ結局1年で離婚した。その後10年間暴力に対する恐怖の後遺症に悩まされた。
2人目の夫は以前交際していた事のあったツアープロであったが、次第にボーの収入に頼り働かないようになった。ボーによれば彼女は専業主婦に憧れる反フェミニストであり、働かない夫に愛想をつかして1985年に一旦離婚。しかしその後彼が奮起し、また賞金を稼ぐようになって現れたため、1988年に再婚したが再び夫はボーに依存するようになった。理想に反して家族を支えるために大黒柱としてツアーに参戦し続ける生活、将来への不安はストレスとなり、飲酒量が加速度的に増えていった。妊娠中は胎児の存在が支えとなって、一滴もアルコールを口にしないでも済んだため、自分は断じて依存症ではないと誤解し続ける事となった。従って妊娠中はツアーでも好調で、「妊娠すると好調になるゴルファー」と報道もされた。出産後はまた飲酒を繰り返し、歯止めが利かなくなると妊娠するという繰り返しであった。
何度もサンド・レイク医療センターの治療を受けながらボーの飲酒は治まらず、公共の場で呂律がまわらない、満足に立っていられない、しばしば失神するなど、周囲に隠し通す事が困難になっていった（但し隠し通せていると思っていたのは本人だけで、周囲は彼女が常時酒臭い事に気付いていた。）。1996年、過度の飲酒は全身からの特発性出血を呼び起こした。死ぬ確率の方が遥かに高い危険な状況であった。奇跡的に一命を取り留めたボーは、そのままベティ・フォード・センター（自らもアルコールと薬物の依存症であった、元ファーストレディ、ベティ・フォードが設立した依存症の治療機関）に向った。
センターで、ボーは初めてアルコール依存症である自分と正面から向き合った。こうなったのは誰のせいでも無く、自らを律する事ができなかった自分自身の責任である事を認め、アルコール依存症は不治の病であるが、アルコールを口にしない事でコントロールできる事を学んだ。退院後ボーは7人目の子供を妊娠した。これは再び悪循環の始まりになるのではないかと、周囲を困惑させたが杞憂に終わった。彼女はアルコール抜きの生活を続け、子供達との関係の修復に務めた。しかし夫とは1998年の暮れに結局離婚した。ボーは1999年の自叙伝『私は仮面の妖精だった』(Out of the Rough) でアルコールとの闘いについて記している。2004年には弁護士である3人目の夫と4度目の結婚。
ボーは1973年から1997年までのプロゴルファー歴で、10回の2位を含む66回のトップ10入りを記録した。1979年のメイフラワークラシックではホリス・ステーシーとのサドンデスプレーオフまでもつれ込んだが、敗れて2位に甘んじた。1歳年上のステーシーはアマチュア時代からのライバルで、1971年の全米女子ジュニアアマチュアゴルフ選手権では、ステーシーが相手の準決勝で勝利を目前にしながら後半崩れてプレーオフまでもつれ、やはり敗れているという因縁があった。彼女は女子シニアゴルフツアーのメンバーになり、ザ・ゴルフ・チャンネルのアナウンサーとしても働いている。女性のためのローラ・ボー・ゴルフ・ワークショップを運営していたが、2010年5月現在サイトは閉鎖されている模様である。

## LPGAツアーの主な戦績
- 1973年：最高位2位タイが2回。デビュー戦のレディー・タラ・クラシックでは2日目までトップをキープしたが、2位タイに終わった。ルーキー・オブ・ザ・イヤー獲得。
- 1974年：最高位2位。
- 1975年：最高位4位。
- 1976年：最高位2位タイ。
- 1977年：最高位2位。
- 1978年：最高位4位。
- 1979年：最高位2位（メイフラワークラシックでホリス・ステーシーとのサドンデスプレーオフに敗れた）。
- 1980年：最高位8位タイ。
- 1981年：最高位3位タイ。
- 1982年：第一子出産のため出場せず。
- 1983年：最高位2位。
- 1984年：最高位2位タイ。
- 1985年：最高位3位タイ。
- 1986年：最高位2位タイ。
- 1988年：第二子出産のため出場せず。
- 1989年：最高位4位。
- 1990年：最高位6位。
- 1991年：最高位3位。妊娠のため16大会のみ出場。
- 1992年：最高位5位。第四子出産のため17大会のみ出場。
- 1993年：第五子出産のため9大会のみ出場。
- 1994年：最高位9位

## LPGAメジャー大会の最高位
- ナビスコ・ダイナ・ショア大会：17位タイ（1986年・1991年）
- 全米女子プロゴルフ選手権：10位タイ（1979年）
- 全米女子オープン：8位タイ（1979年）
- デュモーリエ・クラシック：14位タイ（1985年）